# 25 июня
25 июня — 176-й день года (177-й в високосные годы) по григорианскому календарю.
До конца года остаётся 189 дней.
До 15 октября 1582 года — 25 июня по юлианскому календарю, с 15 октября 1582 года — 25 июня по григорианскому календарю.
В XX и XXI веках соответствует 12 июня по юлианскому календарю.

## Праздники и памятные дни
См. также: Категория:Праздники 25 июня

### Международные
- — День дружбы и единения славян

### Национальные
- Мозамбик — День независимости
- США — Национальный день сома[англ.]
- Словения — День государственности
- Филиппины — День посадки деревьев

### Профессиональные
- — День моряка или день мореплавателя (2010)[2]
- Россия — День работника статистики[3][4]

### Религиозные
Православие
- память преподобного Онуфрия Великого (IV)
- память преподобных Иоанна, Андрея, Ираклемона и Феофила (IV)
- память преподобного Петра Афонского (734)[9]
- память преподобного Арсения Коневского (1447)
- память преподобного Онуфрия Мальского, Псковского (1492)
- память преподобных Онуфрия и Авксентия Вологодских (XV—XVI)[10]
- память преподобного Стефана Озерского, Комельского (1542)
- память преподобных Вассиана и Ионы Пертоминских, Соловецких (1561)
- обре́тение мощей (1650) и второе прославление (1909) благоверной великой княгини Анны (в иночестве Евфросинии) Кашинской

### Именины
- Католические: Доротея, Люция, Вильгельм.
- Православные: Андрей, Анна, Арсений, Вассиан, Ефросинья, Иван, Иона, Ираклемон, Онуфрий, Пётр, Степан (Стефан), Феофил.

## События
См. также: Категория:События 25 июня

### До XVIII века
- 841 — армия императора Запада Лотаря I разбита войсками его братьев Карла и Людовика в битве при Фонтене.
- 1439 — оставшиеся участники Базельского собора объявили римского папу Евгения IV еретиком и низложили его.
- 1503 — корабль Христофора Колумба потерпел крушение у берегов Ямайки.
- 1530 — с одобрения Мартина Лютера его ближайший сподвижник Филипп Меланхтон в Аугсбургском рейхстаге изложил основы лютеранства.
- 1570 — показательная казнь на Красной площади, ставшая важной вехой опричнины: по обвинению в измене на казнь было выведено 300 человек. Прямо на эшафоте царь Иван Грозный помиловал 184 человека, 116 велел замучить.
- 1580 — опубликован сборник «Книга Согласия», в котором были изложены основы лютеранства.

### XVIII век
- 1762 — российский император Пётр III уравнял в правах православную и лютеранскую церкви.
- 1783 — французский химик Антуан Лоран Лавуазье (Antoine Laurent de Lavoisier) сообщил на заседании Парижской академии наук, что вода — это соединение водорода и кислорода, а ещё через два года вместе с военным инженером Жаном Мёнье (Jean Baptiste Marie Charles Meusnier de la Place) синтезировал из них воду.
- 1788 — Вирджиния стала десятым штатом США.
- 1794 — в связи с революцией во Франции Екатерина II запретила продажу в России французских товаров.

### XIX век
- 1804 — казнён Жорж Кадудаль (Georges Cadoudal), вождь шуанов.
- 1813 — в Казанском соборе Санкт-Петербурга похоронен русский полководец Михаил Голенищев-Кутузов.
- 1844 — начата добыча золота в Забайкалье.
- 1847 — казнён Кенесары Касымов, казахский хан.
- 1857 — вышел в свет сборник стихов французского поэта Шарля Бодлера «Цветы зла».
- 1858 — издан первый номер первой газеты Британской Колумбии (Канада) — «Виктория газетт».
- 1859 — англо-французский десант разбит в битве за форты Дагу.
- 1863 — начался рейд Стюарта.
- 1872 — в Германии запрещена деятельность Ордена иезуитов.
- 1876 — 7-й кавалерийский полк армии США под командованием генерала Кастера был разбит в сражении при Литл-Бигхорне индейцами сиу и шайеннами под руководством вождя Сидячего Быка.
- 1877 — в ходе Русско-турецкой войны 1877—1878 гг. произошло Зивинское сражение между войсками русской императорской армии и армией Османской империи[11].
- 1883 — в России начата реформа церковно-приходского образования.
- 1899 — в денверских газетах появились сообщения о предстоящем сносе Великой Китайской стены.

### XX век
- 1907 — ограбление инкассаторской кареты в Тифлисе.
- 1910 — в парижской Гранд-опера прошла премьера балета Игоря Стравинского «Жар-птица».
- 1916 — Николай II издаёт декрет о мобилизации в армию коренного населения Средней Азии, до сих пор свободного от воинской повинности[12].
- 1918 — в бою у ст. Шаблиевка, от взрыва снаряда отступающего красного бронепоезда погиб генерал С. Л. Марков, один из лидеров Белого движения на Юге России.
- 1919
  - Войска Добровольческой Армии генерала Деникина захватили Харьков.
  - В Германии совершил первый полёт пассажирский цельнометаллический самолёт «Юнкерс» J13.
- 1923 — патриарх Московский и Всея Руси Тихон освобождается из заключения в обмен на признание легитимности советской власти, осуждение всех контрреволюционных действий и призыв к сотрудничеству с властями.
- 1926 — в Ленинграде куранты Петропавловского собора в полдень впервые играли «Интернационал».
- 1927 — в Ленинградском комитете по делам изобретений патентуется прибор для записи звука на киноплёнку во время киносъёмки.
- 1932 — в пробное плавание вышла первая в СССР китобойная база «Алеут».
- 1935 — в СССР распущено Общество политссыльных и политкаторжан.
- 1940 — на острове Принца Эдуарда (Канада) принят «сухой закон».
- 1941 — в США президент Рузвельт создал Комиссию по найму на работу без дискриминации для расследования подозрительных случаев отказа в предоставлении работы по признаку цвета кожи, национальности, расы или политических убеждений. Это было сделано для того, чтобы предотвратить массовый марш на Вашингтон чернокожих американцев, недовольных проявлениями дискриминации в компаниях, выполняющих правительственные заказы.
- 1946 — СССР вступил в Международную федерацию футбола.
- 1950 — северокорейские военные вторгаются на территорию Южной Кореи. Начало Корейской войны.
- 1951 — была показана первая цветная коммерческая телепередача. Компания «CBS» снимала в Нью-Йорке четырёхчасовое шоу Артура Годфри (Arthur Morton Godfrey), которое передавалось также в Балтимор, Филадельфию, Бостон и Вашингтон. Самое интересное, что у телезрителей тогда не было цветных телевизоров, а сама компания владела примерно тремя дюжинами таковых.
- 1957
  - Изобретена игрушка «летающая тарелка».
  - Ряд протестантских церквей США объединили свои синоды, закладывая начало Объединённой Церкви Христа.
- 1962 — в США, рассмотрев дело «Энгел против Вайтели», Верховный суд принял решение о том, что обязательная молитва в муниципальных школах противоречит конституции.
- 1965 — катастрофа C-135 под Санта-Аной (Калифорния). Погибли 84 человека.
- 1966 — запускается первый советский метеоспутник «Космос-122».
- 1967 — первый показ телепередачи в прямом эфире во всемирном масштабе. Программа «Наш мир» («англ. Our World») передавалась в 24 страны на пяти континентах, и 400 миллионов телезрителей наблюдали за выступлением группы «The Beatles», впервые исполнившей песню «All You Need Is Love».
- 1970 — на могиле Сталина у Кремлёвской стены установлен памятник с бюстом покойного — через 9 лет после удаления его тела из Мавзолея.
- 1971
  - В Великобритании Министерство образования ассигновало 132 миллиона фунтов стерлингов на перенос из районов трущоб более 6 тысяч начальных школ.
  - В Великобритании министр образования Маргарет Тэтчер объявила о том, что прекращена выдача бесплатного молока ученикам начальных школ.
- 1974 — запуск советской орбитальной космической станции «Салют-3».
- 1975
  - После многолетней вооружённой борьбы и краха фашистского режима в Португалии Мозамбик добился независимости. Самора Машел избран его президентом.
  - Ричи Блэкмор официально заявил о своём уходе из Deep Purple.
- 1978 — финал чемпионата мира по футболу 1978: в Буэнос-Айресе сборная Аргентины обыграла сборную Нидерландов в дополнительное время со счётом 3:1.
- 1987 — провозглашение экономических реформ в СССР на Пленуме ЦК.
- 1988 — финал чемпионата Европы по футболу 1988: в Мюнхене сборная Нидерландов обыграла сборную СССР со счётом 2:0.
- 1991 — Словения и Хорватия провозгласили независимость от Югославии.
- 1992 — украинская автокефальная церковь объединилась с православной церковью Киевского патриархата.
- 1993
  - Ким Кэмпбелл стала первой женщиной на посту премьер-министра Канады.
  - В Литве пущена в оборот национальная валюта лит.
- 1994 — 33-летний Диего Марадона сыграл последний матч за сборную Аргентины по футболу.
- 1996 — в результате теракта в городе Эль-Хубар (Саудовская Аравия) погибли 20 человек, в том числе 19 американских военнослужащих.
- 1997
  - Национальная хоккейная лига одобрила расширение лиги. В течение следующих сезонов появились команды «Нэшвилл Предаторз» (1998), «Атланта Трэшерз» (1999), «Коламбус Блю Джекетс» (2000) и «Миннесота Уайлд» (2000).
  - Извержение вулкана Суфриер-Хилс на острове Монтсеррат, погибло 19 человек.
- 1998 — официально вышла операционная система «Windows 98».

### XXI век
- 2001 — чеченские террористы атаковали Ханкалу.
- 2006 — «Битва при Нюрнберге» на чемпионате мира по футболу в Германии: в матче сборных Португалии и Нидерландов арбитр Валентин Иванов показал 16 жёлтых и 4 красные карточки.
- 2007 — катастрофа Ан-24 под Сиануквилем (Камбоджа). Погибло 22 человека.
- 2009 — власти КНР обвинили Google в распространении порнографии и закрыли к нему доступ[13].
- 2020 — начало Общероссийского голосования по вопросу одобрения изменений в Конституцию Российской Федерации.
- 2022
  - вторжение России на Украину: завершились бои за Северодонецк
  - стрельба в Осло, более 20 пострадавших
  - в Бангладеш открыт мост Падма

## Родились
См. также: Категория:Родившиеся 25 июня

### До XIX века
- 1560 — Хуан Санчес Котан (ум. 1627), испанский художник, мастер натюрморта.
- 1709 — Франческо Арайя (ум. 1767 или 1770), итальянский композитор и дирижёр, представитель неаполитанской оперной школы.
- 1781 — Фридрих Шмальц (ум. 1847), немецкий и российский учёный, профессор сельского хозяйства и технологии в Дерптском университете.

### XIX век
- 1804 — Дмитрий Завалишин (ум. 1892), русский морской офицер, декабрист, публицист.
- 1826 — Эмиль Аколла (ум. 1891), французский юрист и законовед, один из основателей Лиги мира и свободы.
- 1849 — Ольга Садовская (ум. 1919), российская актриса, заслуженная артистка Императорских театров.
- 1852
  - Антонио Гауди (ум. 1926), испанский архитектор, автор множества нестандартных строений в Барселоне.
  - Николай Гейнце (ум. 1913), российский прозаик, журналист и драматург.
- 1864 — Вальтер Нернст (ум. 1941), немецкий учёный, основатель физической химии, лауреат Нобелевской премии (1920).
- 1887 — Джордж Эбботт (ум. 1995), американский писатель, сценарист, кинорежиссёр и продюсер.
- 1894 — Герман Оберт (ум. 1989), немецкий учёный и инженер, один из основоположников современной ракетной техники.
- 1898 — Владимир Арцезо (ум. 1947), российский и советский военный деятель, коллаборационист во Второй мировой войне.
- 1900 — Луис Маунтбеттен (ум. 1979), британский военно-морской и государственный деятель, адмирал флота.

### XX век
- 1903 — Джордж Оруэлл (ум. 1950), английский писатель и публицист, автор романа «1984».
- 1904 — Владимир Коккинаки (ум. 1985), лётчик-испытатель, дважды Герой Советского Союза, генерал-майор.
- 1905 — Пётр Бровка, белорусский советский писатель, поэт и переводчик, драматург, публицист. Народный поэт Белорусской ССР (1962).
- 1907
  - Ханс Йенсен (ум. 1973), немецкий физик, лауреат Нобелевской премии (1963).
  - Арсений Тарковский (ум. 1989), русский советский поэт, переводчик, отец кинорежиссёра Андрея Тарковского.
- 1909 — Димитр Димов (ум. 1966), болгарский писатель-прозаик и драматург, автор антифашистских романов.
- 1911 — Уильям Хоуард Стайн (ум. 1980), американский биохимик, лауреат Нобелевской премии по химии (1972).
- 1917 — Клод Сеньоль (ум. 2018), французский писатель-фантаст и фольклорист.
- 1923
  - Ватрослав Мимица (ум. 2020), югославский и хорватский кинорежиссёр и сценарист.
  - Сэм Фрэнсис (ум. 1994), американский художник и график.
- 1924 — Сидни Люмет (ум. 2011), американский кинорежиссёр, продюсер, сценарист и актёр.
- 1926 — Ингеборг Бахман (ум. 1973), австрийская писательница и лирическая поэтесса.
- 1928
  - Алексей Абрикосов (ум. 2017), советский, американский и российский физик, академик, нобелевский лауреат (2003).
  - Мишель Бро (ум. 2013), канадский кинорежиссёр, оператор, сценарист и продюсер.
- 1929 — Анатолий Кирпичников (ум. 2020), советский и российский археолог и историк.
- 1935 — Михаил Воскресенский, пианист и музыкальный педагог, народный артист РСФСР.
- 1937
  - Болот Бейшеналиев (ум. 2002), советский и киргизский актёр театра и кино, народный артист Кыргызстана.
  - Наваф аль-Ахмед аль-Джабер ас-Сабах (ум. 2023), монарх Кувейта (2020 — 2023), шестой эмир.
  - Альберт Филозов (ум. 2016), советский и российский актёр театра и кино, педагог, народный артист РФ.
- 1938 — Игорь Шкляревский (ум. 2021), советский и российский поэт и переводчик.
- 1941
  - Дени Аркан, канадский кинорежиссёр, сценарист и актёр.
  - Валерий Федосов (ум. 1990), советский кинооператор, оператор-постановщик киностудии «Ленфильм».
- 1943
  - Шамиль Алиев, российский и дагестанский учёный, разработчик боевого оружия морских кораблей.
  - Владимир Толоконников (ум. 2017), актёр театра и кино, заслуженный артист Казахской ССР.
- 1945 — Карли Саймон, американская певица, автор песен, лауреат премий «Оскар», «Золотой глобус» и «Грэмми».
- 1946 — Иэн Макдональд (ум. 2022), английский рок-музыкант, мультиинструменталист, участник групп King Crimson и Foreigner.
- 1949
  - Бригитте Бирляйн (ум. 2024), австрийский юрист, политический и государственный деятель, первая женщина федеральный канцлер (2019—2020) Австрии.
  - Патрик Тамбе (ум. 2022), французский автогонщик, пилот «Формулы-1».
- 1956 — Борис Трайковский (ум. 2004), македонский государственный деятель, президент Республики Македонии (1999—2004).
- 1958 — Серик Ахметов, казахстанский государственный и политический деятель, премьер-министр Республики Казахстан (2012—2014).
- 1960 — Ив Гордон, американская актриса театра, кино и телевидения, певица.
- 1961 — Тимур Бекмамбетов, казахстанский и российский кинорежиссёр, продюсер, сценарист, клипмейкер.
- 1963 
  - Джордж Майкл (наст. имя Георгиос Кириакос Панайоту; ум. 2016), британский поп-певец, поэт и композитор греческого происхождения.
  - ДеВаскес, Девин, американская модель и актриса.
- 1964
  - Эмма Суарес, испанская актриса кино и театра.
  - Эрнст Феттори, австрийский прыгун на лыжах с трамплина, олимпийский чемпион (1992), чемпион мира (1991).
  - Джонни Херберт, британский автогонщик, пилот «Формулы-1».
- 1972 — Майк Крюгер, канадский рок-музыкант, басист группы Nickelback.
- 1974 — Ольга Родионова, российская киноактриса, телеведущая и фотомодель.
- 1975
  - Линда Карделлини, американская теле- и киноактриса.
  - Владимир Крамник, российский шахматист, 14-й чемпион мира по версии ПША.
- 1977 — Лола Понсе, аргентинская певица, актриса и фотомодель.
- 1979 — Бизи Филиппс, американская актриса кино и телевидения, телеведущая.
- 1981
  - Симон Амман, швейцарский прыгун с трамплина, 4-кратный олимпийский чемпион.
  - Шеридан Смит, британская актриса театра и телевидения.
- 1982 — Михаил Южный, российский теннисист, экс-восьмая ракетка мира.
- 1985 — Аннали Эшфорд, американская актриса театра, кино и телевидения, обладательница премии «Тони».
- 1988
  - Тереза Йохауг, норвежская лыжница, 4-кратная олимпийская чемпионка (2010, 2022), 14-кратная чемпионка мира.
  - Юнас Энрот, шведский хоккеист, вратарь.
- 1991 — Криста Тере, французская киноактриса.
- 1994 — Егор Крид (наст. имя Егор Булаткин), российский певец, рэпер, автор песен, актёр.
- 1996 — Пьетро Фиттипальди, бразильский автогонщик.
- 1998 — Кайл Чалмерс, австралийский пловец, олимпийский чемпион (2016), многократный чемпион мира.

### XXI век
- 2006 — Маккенна Грейс, американская актриса и певица.

## Скончались
См. также: Категория:Умершие 25 июня

### До XIX века
- 635 — Ли Юань (р. 566), китайский император (618—626), основатель династии Тан.
- 1218 — Симон IV де Монфор (р. 1160), французский полководец, предводитель крестового похода против альбигойцев.
- 1671 — Джованни Баттиста Риччоли (р. 1598), итальянский астроном и теолог, один из первых составителей карты Луны.
- 1673 — погиб Шарль Ожье де Бац де Кастельморо, граф Д’Артаньян (р. 1613), гасконский дворянин, королевский мушкетёр.
- 1767 — Георг Филипп Телеман (р. 1681), немецкий композитор, капельмейстер, музыкальный деятель.
- 1785 — Якоб Штелин (р. 1709), первый историк русского искусства, создатель уникального театра фейерверков.

### XIX век
- 1822 — Эрнст Теодор Вильгельм Амадей Гофман (р. 1776), немецкий писатель, композитор, художник.
- 1842 — Жан Шарль Леонар Симонд де Сисмонди (р. 1773), швейцарский историк и экономист.
- 1847 — сэр Роберт Стопфорд (р. 1764), адмирал
- 1856 — Макс Штирнер (р. 1806), немецкий философ.
- 1882 — Мишель Генри Годфруа (р. 1814), голландский юрист и государственный деятель.
- 1893 — Ференц Эркель (р. 1810), венгерский композитор, пианист, дирижёр.

### XX век
- 1916 — Томас Эйкинс (р. 1844), американский художник, мастер портрета.
- 1918 — Сергей Марков (р. 1878), русский военачальник, политик, военный учёный.
- 1933 — Анна Бригадере (р. 1861), латышская писательница, драматург.
- 1936 — Стефан Кон-Фоссен (р. 1902), немецкий и советский геометр.
- 1938 — князь Николай Трубецкой (р. 1890), русский языковед, философ, филолог и культуролог, член Венской АН.
- 1940 — Вильгельм Штекель (р. 1868), австрийский психиатр, один из пионеров психоанализа, изобретатель термина парафилия.
- 1960 — Вальтер Бааде (р. 1893), немецкий астроном и астрофизик, работавший в Германии и США.
- 1971
  - Алексей Исаев (р. 1908), советский инженер-авиастроитель, Герой Социалистического Труда.
  - Джон Бойд Орр (р. 1880), английский биолог, лауреат Нобелевской премии мира (1949).
- 1972 — Гюнтер Зимон (р. 1925), немецкий актёр театра и кино.
- 1982 — Анатолий Головня (р. 1900), советский кинооператор, теоретик кино, педагог.
- 1984 — Мишель Поль Фуко (р. 1926), французский философ, историк культуры.
- 1985 — Лев Баренбойм (р. 1906), советский музыковед, музыкальный педагог.
- 1988 — Хиллел Словак (р. 1962), американский музыкант, гитарист и сооснователь группы Red Hot Chili Peppers.
- 1993
  - Владислав Соколов (р. 1908), хоровой дирижёр, педагог, композитор, народный артист СССР.
  - Ханс Хопф[англ.] (р. 1916), немецкий оперный тенор.
- 1995 — Эрнест Уолтон (р. 1903), ирландский физик-ядерщик, лауреат Нобелевской премии (1951).
- 1997 — Жак-Ив Кусто (р. 1910), французский океанограф, изобретатель акваланга.
- 1999 — Евгений Моргунов (р. 1927), актёр театра и кино, кинорежиссёр, заслуженный артист РСФСР.

### XXI век
- 2004 — убит Ян Сергунин (р. 1954), российский государственный и общественный деятель.
- 2007 — покончил с собой Крис Бенуа (р. 1967), канадский рестлер.
- 2008
  - Алла Казанская (р. 1920), актриса театра и кино, театральный педагог, народная артистка РСФСР.
  - Тамара Краснюк-Яблокова (р. 1939), театральная актриса, народная артистка России.
- 2009
  - Майкл Джексон (р. 1958), американский певец, танцор и автор песен, «король поп-музыки».
  - Фэрра Фосетт (р. 1947), американская актриса и модель.
- 2015 — Патрик Макни (р. 1922), британский актёр и продюсер.
- 2016 — Николь Курсель (р. 1931), французская актриса кино и телевидения.
- 2019 — Алла Покровская (р. 1937), актриса театра и кино, театральный режиссёр, народная артистка РСФСР.